# Кривостеблик скельний
Кривостеблик скельний (Campylostelium saxicola) — вид мохів порядку гріміальних (Grimmiales).

## Поширення
Батьківщиною є Європа, Північна Америка, Південна Америка, Азія.
Населяє ліси чи отвори на кислих пісковикових валунах і скелях, а також укриття з пісковикових скель; на висотах від 400 до 1300 м.

## Характеристика
Рослини блискучі. Листки 2–3 мм, часто кільцеподібно скручені в сухому вигляді, краї цільні, прямовисні; верхівки гострі. Коробочкові ніжки 5–7 мм, закручені під коробочкою і часто згинаються. Коробочка 1–1.2 мм, гладка чи злегка зморшкувата в сухому стані. Спори 8–10 мкм. Коробочки дозрівають у жовтні — травні.